# Walter Drum
Walter Herbert Drum (* 26. November 1897 in Stettin; † 8. Juni 1987 in Rabel, Schleswig-Holstein) war ein deutscher Zahnarzt, ehemaliger Schriftleiter der Zahnärztlichen Rundschau, Herausgeber sowie Redakteur der Zeitschrift Quintessenz und Autor zahlreicher zahnmedizinischer Fachbücher. Er gehörte zu den eifrigsten deutschen Befürwortern der Fluoridanwendung zur Kariesprophylaxe, speziell der Trinkwasserfluoridierung.

## Leben und Werk
Drum studierte an den Universitäten Greifswald, Berlin und Heidelberg. In Heidelberg legte er das Staatsexamen ab und promovierte im Jahr 1923 zum Dr. med. dent. Nach drei Jahren Aufenthalt in Nord-Norwegen praktizierte er von 1926 bis 1936 als Zahnarzt in seiner Geburtsstadt, ab 1936 in Berlin. Als Sohn eines jüdischen Vaters und einer christlichen Mutter galt er im „Dritten Reich“ gemäß der NS-Ideologie als „Halbjude“ und wies keine politische Nähe zum Nationalsozialismus auf.
Mit der Entwicklung der schulterlosen Porzellankrone („Drum-Krone“) machte er 1931 zum ersten Mal von sich reden und löste lebhafte Diskussionen wegen Bedenken in statischer Hinsicht aus. Im November 1946 übernahm er von Heinrich Blum die Schriftleitung der Zahnärztlichen Rundschau, die seit Juli des Jahres erstmals nach dem Zweiten Weltkrieg wieder herausgebracht worden war. Diese Zeitschrift betreute Drum bis Ende 1950. Er hatte aber schon Anfang 1950 die Herausgabe der Quintessenz eingeleitet, ein Referate-Blatt für alle Gebiete der Zahnheilkunde, das sich zu einer der am meisten gelesenen deutschen zahnärztlichen Fachzeitschriften entwickelte. Den Begriff Parafunktionen prägte Drum im Jahr 1949 und verstand darunter Aktivitäten des mastikatorischen Systems außerhalb der Kaufunktion. Sie können zur Schädigung bzw. Zerstörung des Kiefergelenks führen (Autodestruktion des mastikatorischen Systems). 1965 stellte er beim 15. Deutschen Zahnärztetag in Stuttgart die Drum-Miniplast-Schiene vor. Ein laut Drum bereits 1946 mit behördlicher Genehmigung gegründetes „Dental-Test-Institut Berlin“, das später auch als Hauptbüro für die „Vereinigung für Dental-Materialkunde (VDM)“ diente, ließ er 1948 mit seiner Frau Ruth (geb. Werner) als Gesellschafterin in Form einer GmbH ins Berliner Handelsregister eintragen. Es diente u. a. zur Koordinierung von Wissenschaft, Praxis und Industrie. Im Arbeitsplan des Instituts war auch die Heilmittelprüfung vorgesehen, deren Notwendigkeit sich schon bald zeigte. Drum gehörte seit 1950 zu den korrespondierenden Mitgliedern der Deutschen Fluorkommission und war als Gründungsmitglied an der konstituierenden Sitzung der Europäischen Arbeitsgemeinschaft für Fluorforschung und Kariesprophylaxe 1953 in Konstanz beteiligt. Verdienste um die Standespolitik erwarb er sich als 1. Vorsitzender des Bezirks Charlottenburg im Verband der Zahnärzte von Berlin, eine Funktion, die er 18 Jahre lang ausübte. Am 9. April 1975 erlitt Drum einen Schlaganfall, war seither gelähmt und konnte durch Verlust des Sprachzentrums keinen Kontakt mehr zu seiner Umgebung aufnehmen. Er verstarb am 8. Juni 1987 im 90. Lebensjahr.

### Energischer Aufruf zur Zahnschutzhärtung
Nachdem infolge des Zweiten Weltkriegs die deutsche Zahnmedizin von der übrigen wissenschaftlichen Welt isoliert war, gründete Drum zusammen mit Georg Axhausen und dessen Oberarzt Hans Joachim Schmidt (* 1912) am 17. Juni 1948 die Zahnärztliche Gesellschaft an der Universität Berlin als Forum für die Verbreitung und Diskussion wissenschaftlicher Erkenntnisse. Bei ihrer Vortragsveranstaltung im Juli 1948 sorgte „Besuch aus Amerika“ für Aufbruchstimmung mit Aussichten auf einen erfolgreichen Kampf gegen die Zahnkaries mit Fluorverbindungen. Drum war Vorstandsmitglied der Zahnärztlichen Gesellschaft und von dem, was er von den amerikanischen Kollegen zu hören und zu lesen bekam, überschwänglich begeistert. Schon 1949 rief er dazu auf, die „Zahnschutzhärtung in allen Schulen Deutschlands“ energisch zu beginnen, auch wenn Zweifler erst Beweise für die Wirksamkeit der Fluoridierung zu sehen wünschten. „Ein Schaden kann durch die Zahnschutzhärtung auf keinen Fall entstehen.“ „Zahnschutzhärtung“ definierte er als Laien-tauglichen Begriff für die Kariesprophylaxe mit Fluorid, bei der im Zahnschmelz Hydroxylapatit teilweise durch Fluorapatit ersetzt würde. Als praktikable Methoden dafür sah er sowohl die lokale Fluorid-Applikation an als auch die „Fluormedikation“ durch Tablettengabe oder als Trinkwasserfluoridierung. Es sei dabei unbedingt zu vermeiden, dass „durch fluorhaltige Präparate irgendwie Vergiftungserscheinungen auftreten und das Vertrauen auf die segensreiche Wirkung der Zahnschutzhärtung gefährden.“ Deshalb sollten alle Firmen, die beabsichtigten „fluorhaltige Präparate herauszubringen“, sich vorher mit seinem Dental-Test-Institut in Verbindung setzen, um „von vornherein behördliche Zwangsmaßnahmen zu verhüten.“ Unter den inzwischen im Handel befindlichen Fluor-Präparaten fand sich auch ein Mundwasser, von dem laut Werbung ein einziger Tropfen bereits wirksam gegen Paradentose und Zahnkaries sei. Drum kritisierte 1950 neben dem Fehlen klinischer Tests vor allem die Werbepraxis der Hersteller, die das Mittel in der Laienpresse offerierten und nicht in erster Linie die Zahnärzte ansprachen. „Zwangsmaßnahmen waren gegen diese Art von Reklame nicht möglich,“ die Firma erkannte aber nach kurzer Zeit, „dass ein mundtherapeutisches Mittel nicht nur durch Laienreklame ohne Duldung oder Begünstigung durch die Zahnärzte eingeführt werden kann.“
In einem 52 Seiten umfassenden Werk erzählte Drum 1949, was er über die Vorgeschichte der Fluoridierung in den USA wusste. Es erschien in zweiter Auflage 1953 bereits unter dem Titel „Sieg über die Zahnkaries durch Fluor“ und wurde als bedenklich einseitig kritisiert, weil es sich nur mit den Stimmen beschäftigt, die die Kariesprophylaxe durch „Fluoranwendung“ als völlig gelöst ansehen. Zu diesem Zeitpunkt bildete er mit den Zahnärzten Rudolf Schill und Hans-Jürgen Siehe den „Fluorausschuss im Verband der Zahnärzte von Berlin“, der Auskunft über alle Fragen der „Fluorprophylaxe“ geben würde.

### Temperamentvolle Fluorid-Debatten
Wissenschaftlich arbeiten wollte Drum nicht zum Thema Fluoridierung. Ihm genügte es, die praktische Umsetzung dessen angestoßen zu haben, was bereits anderswo wissenschaftlich erarbeitet worden sei. Dazu erklärte er: „Wenn in einem Lande der Welt exakte wissenschaftliche Untersuchungen durchgeführt sind und das Beweismaterial in überzeugender Form vorgelegt wird, so ist es für ein anderes Land in keiner Weise beschämend, die Ergebnisse ohne eigene Nachprüfungen zu übernehmen.“ Nicht alle Kollegen teilten diese Einstellung, unter ihnen Ewald Harndt, der im Juli 1949 den Vorsitz der Berliner zahnärztlichen Gesellschaft übernommen hatte, nachdem Axhausen zurückgetreten war. Harndts Hinweis auf eigene Tierversuche in Zusammenarbeit mit Rost, die neben Veränderungen am Zahnschmelz auch Osteoporose und Exostosen unter Fluoridgabe gezeigt hatten, was er noch an Präparaten demonstrieren könne, begegnete Drum mit der Behauptung, „dass eine tatsächliche Giftigkeit der minimalen Fluormengen bei der Kariesprophylaxe nicht auftritt.“ Bei einer ähnlichen Gelegenheit griff er den Schweizer Zahnmediziner Walter Hess verbal an. Hess, damals Schriftführer der Schweizer Monatsschrift für Zahnheilkunde, hatte in einem Vortrag anlässlich der wissenschaftlichen Tagung der Deutschen Gesellschaft für Zahn-, Mund- und Kieferheilkunde 1949 in Wiesbaden ein paar kritische Ansichten zur Fluoridanwendung vorgebracht und vor der überstürzten Einführung der Trinkwasserfluoridierung gewarnt, „um einer Diskreditierung der Wissenschaft durch voreilige Massenexperimente vorzubeugen“. Drum reagierte mit einer scharfen Kritik auf den Vortrag von Hess, weil durch das „Gewicht seiner Autorität eine Hemmung aussichtsreicher kariesprophylaktischer Bestrebungen in Deutschland eintreten könnte.“
Wenig später scheiterte eine von Drum geplante kariesprophylaktische Großaktion an Charlottenburger Schulen. Laut Drum hatten der Berliner Medizinalrat Stanislaus Pazurek und Heinrich Gins die zuständige Behörde vor möglichen toxischen Wirkungen gewarnt und mit diesem Argument in der Folge zwei weitere Projekte „zerschlagen“: einen Versuch an 15.000 Schulkindern in Berlin-Charlottenburg, für den die Münchener chemische Fabrik Zyma-Blaes AG zehn Millionen Fluoridtabletten (à 0,25 mg F-) kostenlos zur Verfügung gestellt hatte mit der Bitte um Testung, sowie die Fluoridierung in einem Berliner Wasserwerk, für die Drum und Schill Anträge eingereicht hatten. Um künftige Vorstöße effektiver zu gestalten, riet Drum: „Unter Leitung tüchtiger Zahnärzte oder Ärzte könnte die Bürgerschaft die Behörden geradezu zwingen, kariesprophylaktische Maßnahmen einzuführen.“ Zur Tablettenaktion hat das Bezirksamt Charlottenburg von der Freien Universität ein Gutachten angefordert, das von Wolfgang Heubner erstellt wurde. Heubner erwartete mit 1 mg Fluorid täglich „ein zuverlässiges und positives Ergebnis.“ Man müsse aber das Risiko ganz vereinzelter Schmelzflecken in Kauf nehmen, ohne das eine wirksame Kariesprophylaxe durch Fluorid wohl überhaupt nicht möglich sei. Pazurek erklärte zu den angeblich von ihm „zerschlagenen“ Aktionen, dass im Fall der geplanten lokalen Applikation das Landesgesundheitsamt nicht informiert worden war und erst aus der Presse von Drums mit Eigenwerbung verbundener Initiative erfuhr. Die Zahl der erforderlichen lokalen Fluorid-Applikationen pro Kind sei in Drums Merkblatt zuerst zu niedrig angegeben, aber später von Drum nach oben korrigiert worden und mit 2,- DM pro Kind und Behandlung auch mit Kosten für die Eltern verbunden gewesen. Eine Behandlungszeit von 10 Minuten pro Applikation je Kind erlaube einem hauptamtlichen Schulzahnarzt in einem Jahr bei 40 Arbeitswochen die Behandlung von 2400 Kindern – und das neben den eigentlichen schulzahnärztlichen Untersuchungen und Behandlungen. Erforderlich sei pro Schulzahnarzt aber die Versorgung von 6000 Kindern. Ferner sei – ebenso wie in der später angesetzten Tablettenaktion – keinerlei Dokumentation und Auswertung geplant worden. Die Trinkwasserfluoridierung in West-Berlin erfordere eine Ausgabe von 646.341 DM, ein Betrag, der den gesamten Schulzahnpflege-Etat aller 12 West-Berliner Verwaltungsbezirke noch um 192.931 DM übersteige. Und natürlich hätten im Zusammenhang mit der Fluoridierung auch Toxizitätsfragen eine Rolle zu spielen. Letztlich hätte aber in jedem Fall die zuständige Behörde die Maßnahme abgelehnt bzw. untersagt. Fraglich sei ein Nutzen im Hinblick auf Untersuchungen z. B. von Prader und anderen Forschern aus der Schweiz, bei denen ein Zusammenhang zwischen Fluoridgehalt der zahlreichen Zahnproben und ihrem Karies-Status nicht zu sehen war. Pazurek ergänzte: „Als Mitglied der Deutschen Fluorkommission weiß ich auf Grund der vielen Zuschriften und Reklamezettel, daß es in der Fluorfrage nicht mehr ganz leicht ist, eine eigene Urteilsfähigkeit zu behalten und zu entscheiden, wo die Wissenschaft und wo der Mammon vorherrscht. Ein Universitätslehrer, ein Schulzahnarzt oder ein Kollege der freien Praxis kann sich neben seinen Aufgaben mit dem Kariesproblem beim besten Willen nicht so beschäftigen -selbst wenn ich von der finanziellen Seite absehe-, daß eine Lösung zu erwarten ist.“
Auch die Redaktion der Zahnärztlichen Mitteilungen musste gelegentlich Drums Temperament zur Kenntnis nehmen, wenn Beiträge geschrieben wurden, die ihm nicht behagten, z. B. als Redakteur Karl Michael Hartlmaier in einer Buchbesprechung von Douw G. Steyns „The problem of dental caries and the fluoridation of public water supplies“ den Autor als „bewundernswert objektiv“ bezeichnete. Drums wiederholte Vorwürfe, u. a. dass den „Antifluoristen“ zu viel Raum zugestanden würde, ließen die Redaktion da noch „kalt bis ans Herz hinan.“

## Veröffentlichungen
- 1935: Drum-Keramik (zwei weitere Auflagen 1936, 1943)
- 1939: Lehrbuch der Dentalkeramik
- 1949: Die wissenschaftlichen Grundlagen der Zahnschutzhärtung
- 1953: Sieg über die Zahnkaries durch Fluor (als 2. Auflage der wissenschaftlichen Grundlagen..., 1949)
- 1960: Guten Morgen, Fräulein Neumann – ein Lehrbuch für Zahnarzthelferinnen
- 1972: Zahnmedizin für Ärzte

## Patente
- 1933: Verfahren zur Herstellung von Porzellanmantelkronen. Deutsches Reichspatent Nr. 601355
- 1934: Improvements in the production of Dental Porcelain Jacket Crowns. Englisches Patent Nr. 423899
- 1934: Procédé pour la fabrication de couronnes-enveloppes en porcelaine. Französisches Patent Nr. 773279
- 1934: Metallhülse zur Herstellung von Porzellanmantelkronen für zahnärztliche Zwecke. Schweizer Patent Nr. 184122
- 1934: Porzellanmantelkrone. Österreichisches Patent Nr. 144734
- 1939: Feuerfeste Masse für Formen oder Modelle zum Herstellen keramischer Zahnersatzteile. Deutsches Reichspatent Nr. 717833

## Auszeichnungen
- 1968: Hermann-Euler-Medaille der Deutschen Gesellschaft für Zahn-, Mund- und Kieferheilkunde.[43]
- 1972: Ehrennadel der deutschen Zahnärzteschaft.[14]
- 1972: Bundesverdienstkreuz am Bande.[14][44]